# MTP (камуфляж)
Камуфляж MTP (англ. MTP, Multi-Terrain Pattern дослівно — мультиландшафтний камуфляж) — деформаційний військовий камуфляж збройних сил Великої Британії. Камуфляж МТР було прийнято у 2010 році на заміну різним варіантам старого британського камуфляжу DPM, що використовувався ще з 1960-х років. Після виникнення потреби в камуфляжній уніформі для афганського театру воєнних дій та успіху комерційного камуфляжу MultiCam від американської компанії Crye Precision під час випробувань, було прийнято рішення використовувати шаблон камуфляжу MultiCam як основу шаблону для нового британського камуфляжу MTP.
Перехід британської армії на камуфляж MTP було завершено у 2013 році. Крім Великої Британії, камуфляж MTP використовують також збройні сили або окремі спецпідрозділи низки інших країн.

## Розробка

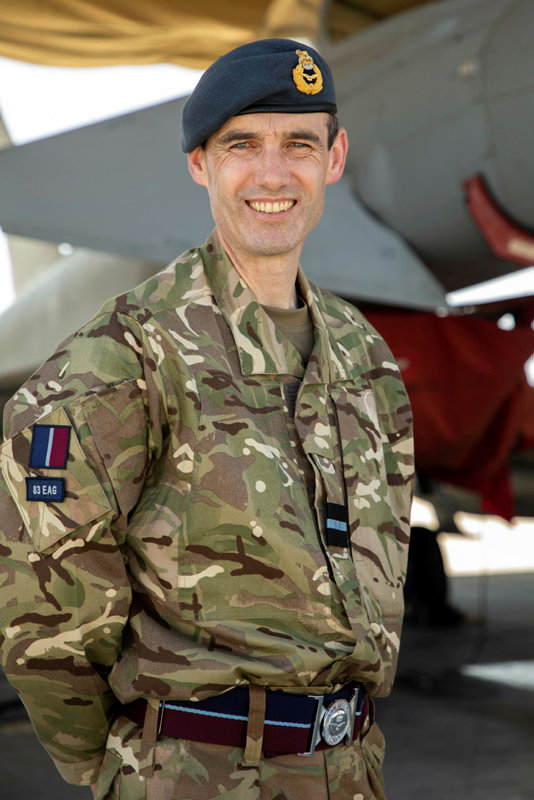
Військовослужбовець британських повітряних сил в камуфляжі

З 2001 року британські війська під час війни в Афганістані діяли у змішаному ландшафті, що включав пустелю, ліси, гори та міста.
Для задоволення потреб в камуфляжі, який би підходив для широкого діапазону середовищ, з якими стикались британські солдати в Афганістані, у 2009 році був розроблений дизайн нового камуфляжу MTP (англ. Multi-Terrain Pattern — мультиландшафтний камуфляж). Початкова концепція була створена з урахуванням навколишнього середовища афганської провінції Гільменд.
Команда розробників з Лабораторії оборонної науки та техніки випробувала різні варіації як тогочасного стандартного камуфляжу DPM, так і його пустельної версії (DDPM), щоб визначити найкращий баланс кольорів. Поточний камуфляж Збройних сил Великої Британії був протестований разом із проектами камуфляжів для різних місцевостей. Випробування проводилися на місцевості, з якою солдати, ймовірно, зустрінуться в Афганістані.
У рамках Програми персонального спорядження та загального тактичного одягу (PECOC) Міністерства оборони Великобританії було розглянуто три нові зразки камуфляжу для британських збройних сил. Ними були переглянутий деформаційний візерунок камуфляжу DPM з використанням світліших кольорів, новий триколірний пустельний візерунок із покращеним використанням для нічних операцій та гібридний чотириколірний камуфляж з використанням двох кольорів із кожного з попередніх візерунків для використання в умовах різних ландшафтів.
Широку палітру камуфляжних кольорів випробували в Великобританії, на Кіпрі, в Кенії та в Афганістані. Камуфляжні візерунки порівнювали з поточними та комерційно доступними камуфляжами, зокрема від американської компанії Crye Precision™. Випробування включали візуальне порівняння, об'єктивну оцінку часу для виявлення різних камуфляжних візерунків на різних фонах і суб'єктивні думки користувачів щодо ефективності роботи.

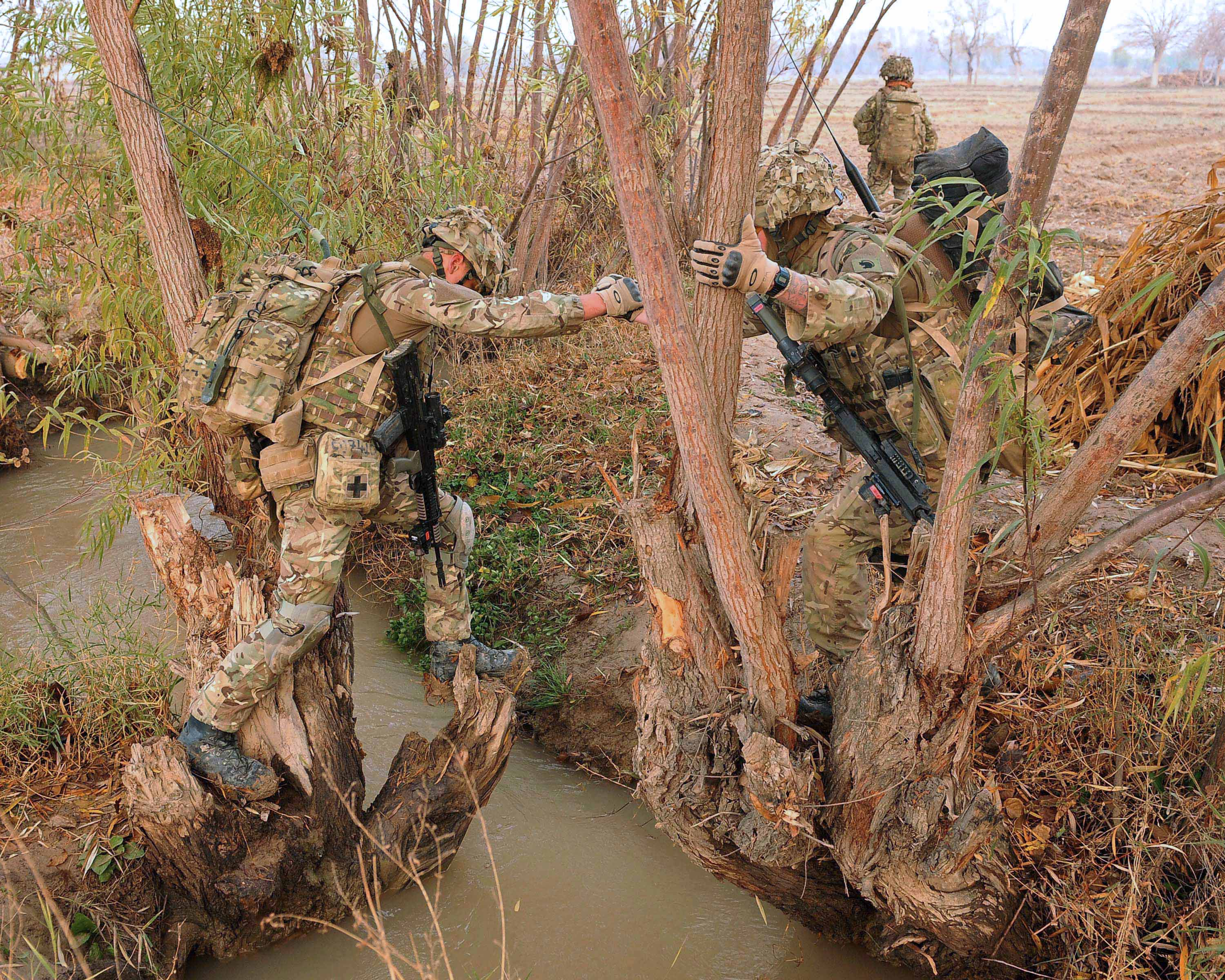
Військові в камуфляжі MTP в умовах Афганістану

В результаті випробувань найкращим у найширшому діапазоні різних природних середовищ зі значним відривом було визнано камуфляжний візерунок під назвою «Multicam» від американської компанії Crye Precision™, і згодом його у поєднанні з формами існуючого британського камуфляжу DPM було обрано як основу для нового британського камуфляжу MTP. Компанія Crye Precision розробила новий візерунок для Міністерства оборони Великої Британії, і передало міністерству ліцензію на його виробництво. Остаточна версія візерунка камуфляжу MTP не порівнювався з іншими альтернативами у польових умовах і її прийняття ґрунтувалося виключно на її схожості з оригінальним шаблоном Multicam компанії Crye.

## Впровадження
У 2010 році Міністерство оборони Великої Британії оголосило, що збройні сили Сполученого Королівства отримають однострої з новим камуфляжем для операцій в Афганістані. З березня 2010 року новий камуфляж почали видавати особовому складу, що брав участь в операції «Геррік» в Афганістані. З 2011 року усі інші підрозділи британських збройних сил почали на новий камуфляж MTP, який до 2013 року замінив усі старі версії камуфляжу DPM, включаючи варіанти одностроїв з камуфляжем Combat Soldier-95 в лісовій та пустельній версії, одночасно була впроваджена нова система особистого одягу для військових.
Пустельний варант камуфляжу DPM (DDPM або Desert DPM) спочатку було збережено, але пізніше також до 2013 року повністю замінено на новий камуфляж MTP.

## Подальший розвиток
У 2019 році Сили оборони Нової Зеландії прийняли рішення перейти на камуфляж MTP, на заміну камуфляжу MCU для всіх родів військ, що мав завершитись до 2023 року. Новий камуфляж, який отримав позначення NZMTP, має змінену колірну гаму, яка краще підходить до ландшафту Нової Зеландії.
Королівська морська піхота Великої Британії оголосила в червні 2020 року, що закуповуватиме нові спеціальні однострої для морської піхоти безпосередньо в американської компанії Crye Precision, а не типові однострої PCS збройних сил Великобританії. На цих одностроях буде використовуватись камуфляж MultiCam компанії Crye, оскільки ексклюзивні права на використання шаблона камуфляжу MTP компанія Crye продала Великобританії й не може самостійно виробляти однострої з цим камуфляжем.

## Користувачі
- Бахрейн: використовується командос збройних сил Бахрейну[11];
- Данія: Frogman Corps використовує однострої з камуфляжем MTP, що засвідчено в документальних зйомках на телебаченні;
- Мальта: використовується на стандартних одностроях збройних сил Мальти з 2014[12];
- Нова Зеландія: Збройні сили Нової Зеландії використовують камуфляж NZMTP[8];
- Тонга: використовують збройні сили Тонга;
- Велика Британія: стандартні польові однострої збройних сил Великої Британії[6] та громадських кадетських корпусів;
  -  Бермудські Острови: використовують Royal Bermuda Regiment, Royal Bermuda Regiment Junior Leaders[13];
  -  Кайманові Острови: використовують Cayman Islands Regiment, Cayman Islands Cadet Corps[14];
  -  Фолклендські Острови: використовують Сили оборони Фолклендських островів[15];
  -  Монтсеррат: використовують Королівські сили оборони Монтсеррату;
- Україна: Національна гвардія України використовувала британські однострої з камуфляжем MTP або місцеві копії;
- Пакистан: використовується пакистанськими Special Service Group.